# Black Sun Empire

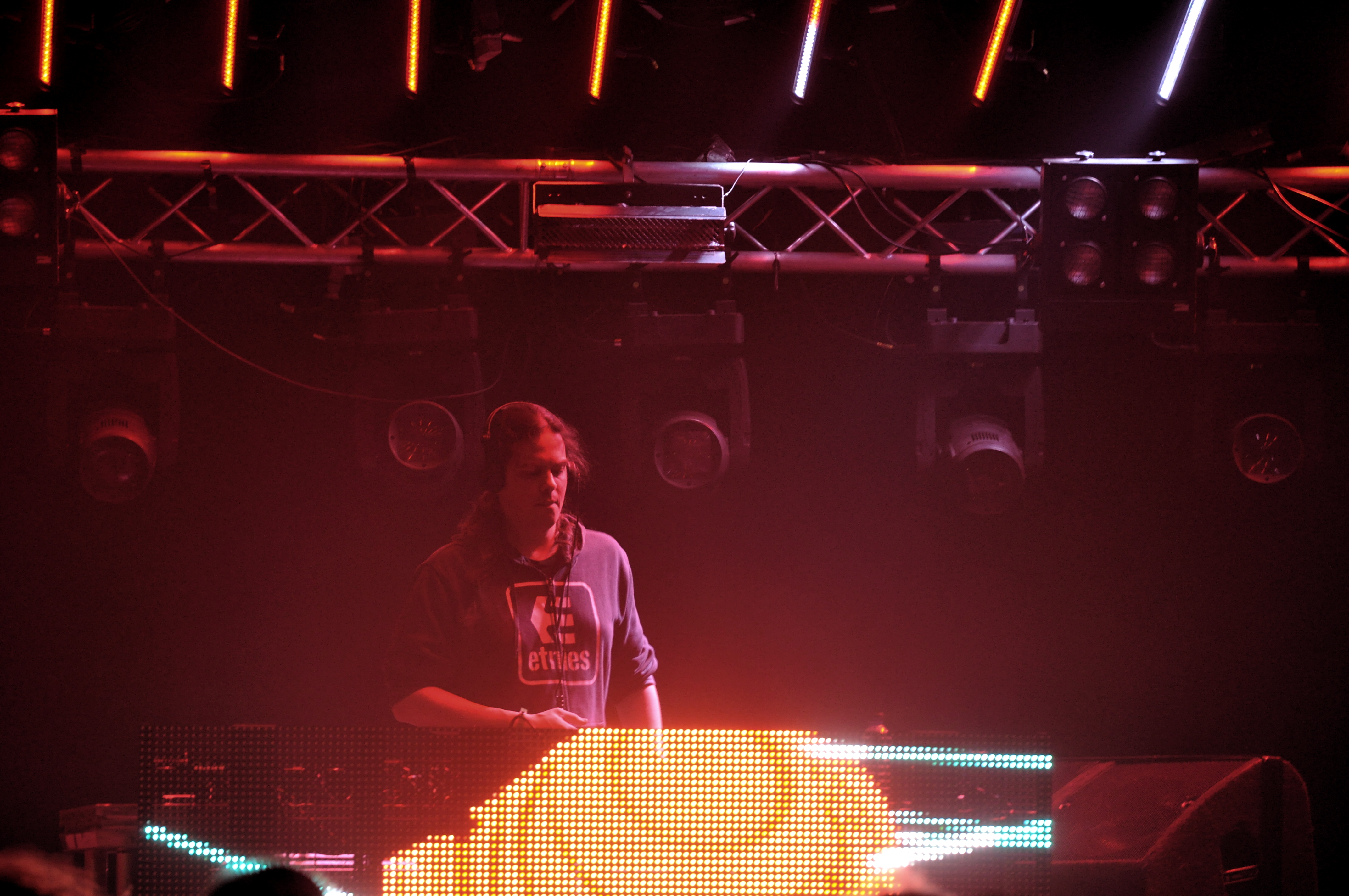
Black Sun Empire, Paaspop 2013

Black Sun Empire is een Nederlands drum-and-basscollectief. Black Sun Empire bestaat uit Rene Verdult en de gebroeders Milan en Micha Heyboer.
Black Sun Empire komt uit Utrecht. De leden begonnen met musiceren in 1993. In 1995 begonnen ze met het maken van drum and bass en vanaf 1997 beschouwden ze dit als hun vaste genre. In 1999 kwam de eerste plaat uit. Sinds 2013 beheert de groep drie platenlabels: Black Sun Empire Recordings, oBSEssions en BlackoutNL. De groep is vooral internationaal actief en treedt wereldwijd op. In 2017 stond het collectief onder meer op Lowlands en Pukkelpop.

## Bekende nummers
- Arrakis
- The Rat
- B-Negative
- The Sun
- Dark Girl
- Hideous
- Future Frame
- Dawn Of A Dark Day

## Discografie
- The Silent (1999-2000)
- Bombrun (1999-2000)
- Voltage (1999-2000)
- Driving Insane (2004)
- Cruel & Unusual (2005, dubbel-cd)
- Endangered Species (2007, dubbel-cd)
- Lights & Wires (2010)
- From the Shadows (2012, dubbel-cd)
- Variations on Black (2013, remix album)
- The Wrong Room (2017)